# Zileutón
Zileutón es un medicamento que bloquea la síntesis de leucotrienos al inhibir la 5-lipooxigenasa, una enzima de la cascada de los eicosanoides y se indica en medicina para el manejo de algunos pacientes con asma. El zileutón, por lo general, viene en tabletas de 600 mg, que se administran cuatro veces al día a juicio del facultativo tratante. El zileutón es el único medicamento en el grupo de los inhibidores de la 5-lipooxigenasa y puede causar como efectos secundarios dolor de cabeza, malestar estomacal, acidez estomacal, vómitos, estreñimiento, entre otros.

## Modo de acción
Debido a que los leucotrienos inducen un número de efectos inflamatorios, incluyendo la migración y agregación de neutrófilos y otros glóbulos blancos, adhesión de leucocitos, aumento de la permeabilidad capilar y la contracción de la musculatura lisa, se han propuesto que son uno de los desencadenantes del asma. El zileutón inhibe la actividad catalítica de la enzima 5-lipooxigenasa, lo cual a su vez inhibe la formación de los leucotrienos activos en el asma, a saber, el LTB4, LTC4, LTD4, y el LTE4.